# NGC 4990
NGC 4990, auch Cocoon Galaxie genannt, ist eine 13,9 mag helle Linsenförmige Galaxie mit aktivem Galaxienkern vom Hubble-Typ S0 im Sternbild Jungfrau nördlich der Ekliptik. Sie besitzt ausgedehnte HII-Gebiete mit hoher Sternentstehungsrate. Die Galaxie ist schätzungsweise 138 Millionen Lichtjahre von der Milchstraße entfernt und hat einen Durchmesser von etwa 40.000 Lj.
Im selben Himmelsareal befinden sich u. a. die Galaxien NGC 4975, NGC 4989, IC 855.
Das Objekt wurde am 23. März 1865 von Heinrich Louis d’Arrest entdeckt.